# Propose daejakjeon
Propose daejakjeon (프러포즈 대작전?, Peuropeujeu daejakjeonLR, lett. "Operazione proposta"; titolo internazionale Operation Proposal) è una serie televisiva sudcoreana trasmessa su TV Chosun dall'8 febbraio al 29 marzo 2012, remake del drama giapponese del 2007 Proposal Daisakusen.

## Trama
14 febbraio 2012. Kang Baek-ho assiste al matrimonio dell'amica d'infanzia Ham Yi-seul, che conosce fin dalle scuole elementari, con il suo ex allenatore di baseball, Kwon Jin-won. Baek-ho non ha mai detto a Yi-seul di essere innamorato di lei, ma, dopo il ricevimento nuziale, trova una lettera che la ragazza scrisse a diciassette anni nella quale gli confessava i propri sentimenti. Amareggiato per essersi lasciato sfuggire l'occasione di essere felice con Yi-seul, Baek-ho incontra un uomo misterioso che gli dice di essere un Time Conductor, un "direttore del tempo", e gli offre la possibilità di tornare indietro e modificare gli eventi. Baek-ho sfrutta più volte l'opportunità concessagli: bevendo un liquido ambrato e pronunciando tre volte "renovatio", il ragazzo è in grado di rivivere alcuni momenti del suo passato per cercare di cambiare l'esito della sua relazione con Yi-seul e impedirne il matrimonio.

## Personaggi
- Kang Baek-ho, interpretato da Yoo Seung-ho[3] e Lee Jung-jin (da bambino).
Il protagonista, ha conosciuto Yi-seul in prima elementare, all'età di otto anni, quando lei lo ha difeso da alcuni bambini che lo prendevano in giro per la sua situazione familiare: il padre di Baek-ho, infatti, è morto quando era piccolo e lui è cresciuto praticamente da solo perché la madre lavorava molto. Al liceo era un lanciatore nella squadra di baseball, dalla quale si è ritirato dopo un infortunio. Il suo più grande rimpianto è non aver mai confessato i propri sentimenti a Yi-seul, della quale è profondamente innamorato.
- Ham Yi-seul, interpretata da Park Eun-bin[3] e Noh Jung-ui (da bambina).
Amica d'infanzia di Baek-ho, che ha conosciuto all'età di otto anni appena si è trasferita alla sua scuola e del quale ricambia i sentimenti, è una ragazza altruista che mette gli altri al primo posto e ha un atteggiamento molto materno nei confronti di Baek-ho. Al liceo era la capoclasse, membro del club di teatro e manager della squadra di baseball. Il suo sogno era fare l'agente sportivo, ma alla fine è diventata la PR di una squadra di baseball.
- Song Chan-wook, interpretato da Go Kyung-pyo.
Il migliore amico di Baek-ho, è calmo, razionale e leale nei confronti dei propri amici. Al liceo era un lanciatore nella squadra di baseball insieme a Baek-ho e Tae-nam, che poi ha lasciato per dedicarsi alla sua vera passione, cioè il cinema. Sognava di diventare un regista, ma alla fine ha trovato lavoro come cameraman sportivo.
- Joo Tae-nam, interpretato da Park Young-seo[4].
Amico di Baek-ho, ha un'enorme cotta per Chae-ri dalla prima media ed è molto geloso di qualunque uomo le si avvicini, anche se lei non lo ricambia e spesso lo prende in giro per la sua bassa statura. Grazie alle sue capacità inter-relazionali e al fiuto per gli affari, è diventato il manager di Chae-ri.
- Yoo Chae-ri, interpretata da Kim Ye-won[4].
La migliore amica di Yi-seul, è una ragazza vanitosa molto popolare tra il sesso maschile fin dal liceo. È perennemente alla ricerca dell'amore e cambia spesso fidanzato. Sognava di sfondare nel mondo dello spettacolo, ma alla fine è diventata una cheerleader. È costantemente tormentata da Tae-nam, da sempre innamorato di lei.
- Kwon Jin-won, interpretato da Lee Hyun-jin[5].
È un ex battitore di baseball, scoperto al primo anno di università dalla Major League, ma ha dovuto rinunciare alla carriera sportiva a causa di un infortunio; ha, quindi, studiato a Harvard, dove ha conseguito un master in business administration, per poi tornare in Corea ed essere scelto per allenare la squadra di baseball del liceo Haneul, che anche lui ha frequentato. S'innamora di Yi-seul, nonostante gli attriti iniziali, diventando, dopo alcuni anni, il suo promesso sposo. È un uomo beneducato proveniente da una famiglia prestigiosa e fondatore della Sport K.
- Jo Kook-dae, interpretato da Lee Doo-il.
È il gestore della taverna frequentata da Baek-ho e amici, un uomo gioviale e acculturato che parla per metà in inglese.
- Jo Jin-joo, interpretata da Park Jin-joo[6].
È la nipote di Kook-dae, che la ospita e la fa lavorare nella sua taverna dopo la morte dei suoi genitori in un incidente, al quale sono lei è sopravvissuta: da allora non ha più parlato e, a causa del suo atteggiamento chiuso e un po' inquietante, è evitata da tutti. L'unico a prestarle attenzione è Chan-wook, del quale è innamorata, e intuisce le sue richieste ancora prima che lui abbia finito di formularle. È brava a cantare e suona la chitarra.
- Kang Jin-woo, interpretato da Kim Tae-hun.
È il Time Conductor (direttore del tempo), l'uomo che offre a Baek-ho la possibilità di tornare indietro nel tempo. In realtà è il padre di Baek-ho, un capostazione morto quando il figlio era piccolo per salvare un bambino che stava per essere investito da un treno.
- Ham Sung-hoon, interpretato da Ju Jin-mo.
È il padre di Yi-seul e produce guantoni da baseball.
- Oh Jung-rim, interpretata da Lee Eung-kyung.
La madre di Yi-seul, è una donna affettuosa che dà molti consigli a Baek-ho. Lo considera un figlio ed è per lui una figura materna, che ha sostituito quella della madre naturale, spesso assente da casa.
- Oh Tae-beom, interpretato da Go In-beom.
È il nonno materno di Yi-seul, un uomo autoritario e ostinato abituato a ottenere sempre quello che vuole; è stato un grande allenatore di baseball, temuto da tutti per la sua severità, ma, a causa dello sport, si è dedicato molto poco alla famiglia. Tiene più a Yi-seul che alla propria figlia e, seppure non lo dica esplicitamente, considera Baek-ho il figlio e nipote maschio che non ha mai avuto, al quale insegnare tutti i segreti del baseball. È morto durante l'estate del primo anno di università di Yi-seul.
- Professore, interpretato da Lee Dal-hyung.
È il severo professore di matematica del liceo Haneul, soprannominato "il calvo". Porta sempre con sé una stecca di legno per attirare l'attenzione o punire gli studenti indisciplinati.

## Ascolti
| Episodio | Data di trasmissione | Ascolti |
| -------- | -------------------- | ------- |
| 1        | 8 febbraio 2012      | 0,449%  |
| 2        | 9 febbraio 2012      | 0,496%  |
| 3        | 15 febbraio 2012     |         |
| 4        | 16 febbraio 2012     |         |
| 5        | 22 febbraio 2012     | 0,732%  |
| 6        | 23 febbraio 2012     | 0,618%  |
| 7        | 29 febbraio 2012     | 0,498%  |
| 8        | 1º marzo 2012        |         |
| 9        | 7 marzo 2012         |         |
| 10       | 8 marzo 2012         |         |
| 11       | 14 marzo 2012        |         |
| 12       | 15 marzo 2012        |         |
| 13       | 21 marzo 2012        |         |
| 14       | 22 marzo 2012        |         |
| 15       | 28 marzo 2012        | 0,517%  |
| 16       | 29 marzo 2012        | 0,658%  |

## Colonna sonora
1. Greeting (인사) – J Rabbit
2. Oh! My Goddess (오! 나의 여신님) – T.A.COPY.
3. Be My Heart – Lee Ji-hoon
4. That's Why I Didn't Know (그래서 몰랐다) – Lee Dong-ha
5. If You Love Me – J Rabbit
6. Small Love Story (작은 사랑이야기) – Park Eun-bin
7. Since That Day (그날 이후) – Park Jin-joo
8. I Swear – Kim Shin-ah
9. Lighten Up (웃어봐) – D.I.A